# Higashishirakawa
Higashishirakawa (jap. 東白川村 Higashishirakawa-mura) – wieś w Japonii, na wyspie Honsiu, w prefekturze Gifu. Według danych na rok 2020 miejscowość zamieszkiwało 2 016 mieszkańców , a gęstość zaludnienia wyniosła 23,1 os./km².